# Лесогорская (Витебская область)
Лесогорская (бел. Лесагорская) — агрогородок в Городокском районе Витебской области Белоруссии. Входит в состав Бычихинского сельсовета.
Находится менее чем в 1 км от южной окраины посёлка Езерище.